# Gert Winkelmeier

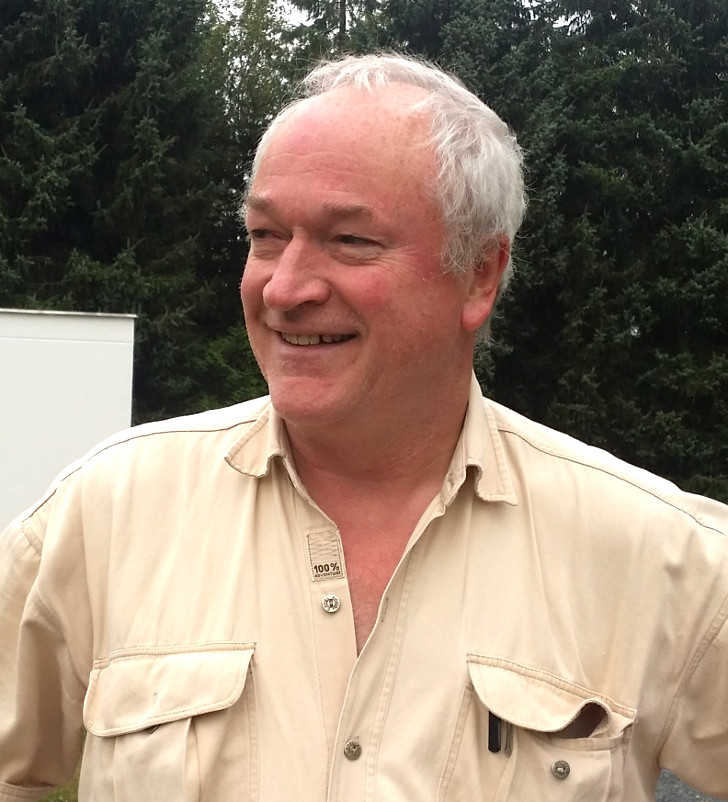
Gert Winkelmeier (2016)

Gert Winkelmeier (* 28. März 1956 in Neuwied) ist ein deutscher Politiker (Die Linke).

## Leben und Beruf
Nach dem Besuch der Volksschule begann Winkelmeier 1970 eine Lehre als Universalfräser bei der Firma Winkler+Dünnebier in Neuwied. Auf dem zweiten Bildungsweg erwarb er die fachbezogene Fachhochschulreife Wirtschaft. Von 1979 bis 1986 war Winkelmeier Geschäftsführer der Jugendbildungsstätte Burg Wahrberg in Aurach. Vor und neben seiner Tätigkeit als Bundestagsabgeordneter war er als Werbekaufmann tätig.

## Partei
Mitglied der Sozialistischen Deutschen Arbeiterjugend (SDAJ) wurde Winkelmeier 1972. 1973–1990 war er auch Mitglied der DKP.
Winkelmeier trat 1998 in die PDS ein und war bis 2003 Vorsitzender des PDS-Kreisverbandes Neuwied. Von 2003 bis Herbst 2005 gehörte er dem PDS-Landesvorstand von Rheinland-Pfalz als Landesschatzmeister an.

## Abgeordneter
2005 zog Gert Winkelmeier über die Landesliste der Partei Die Linke.PDS Rheinland-Pfalz in den 16. Deutschen Bundestag ein und war dort bis zum Ende der Legislaturperiode 2009 Mitglied des Verteidigungsausschusses.
Nachdem verschiedene Zeitungen berichtet hatten, Winkelmeier habe in einem ihm gehörenden Haus Räumlichkeiten an Prostituierte vermietet und ein Ermittlungsverfahren wegen Steuerhinterziehung sei gegen ihn eingeleitet worden, schied Winkelmeier am 13. Februar 2006 aus der Linksfraktion aus. Seitdem arbeitete er bis zum Ende der Legislaturperiode als fraktionsloser Abgeordneter im Bundestag. Wegen der Schmähungen in diesbezüglichen Artikeln gewann er im August 2006 einen Prozess gegen die Bild-Zeitung vor dem Landgericht Berlin: Die Axel Springer AG wurde zu einer Schmerzensgeldzahlung verurteilt.
Am 25. März 2009 wurde Winkelmeier als Direktkandidat der Partei Die Linke im Bundestagswahlkreis Ahrweiler für die Bundestagswahl 2009 nominiert und erhielt am 27. September 2009 6,1 Prozent der Erststimmen. Bei den Kommunalwahlen in Rheinland-Pfalz 2009 wurde er durch Kumulieren von Rang 15 des Kreiswahlvorschlags der Linken auf Rang 2 vorgeschoben und in den Kreistag des Landkreises Neuwied gewählt.

## Aktivitäten in anderen Organisationen
1971 trat Winkelmeier in die Gewerkschaft IG Metall ein, später ÖTV, IG Druck, IG Medien und ver.di. Außerdem ist er tätig in der VVN-BdA, dem Deutschen Freidenker-Verband und der Friedrich-Wolf-Gesellschaft.